# 伊藤八兵衛

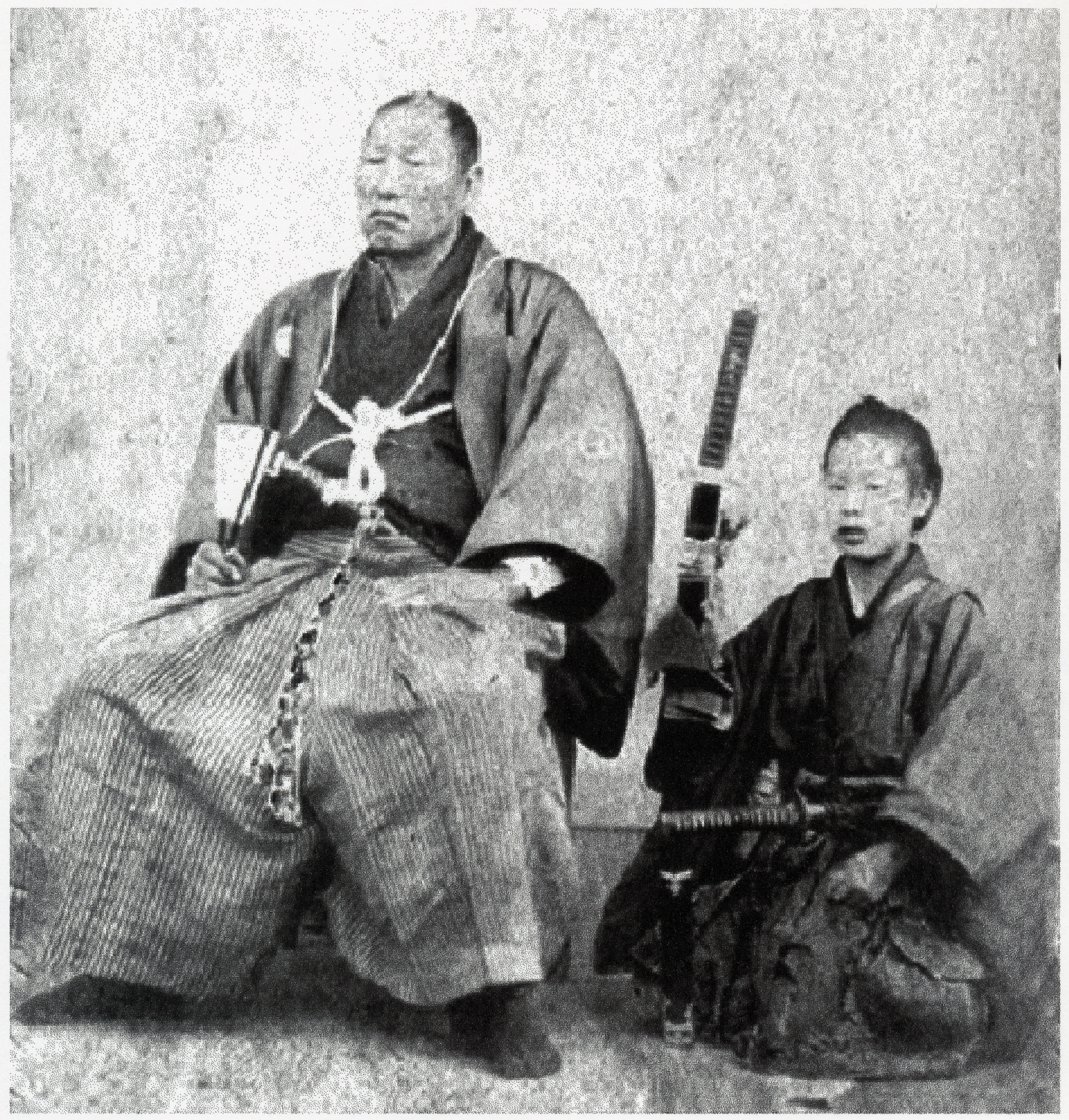
伊藤八兵衛

伊藤 八兵衛（いとう はちべえ、1816年1月13日（文化12年12月15日） - 1878年（明治11年）8月10日）は、幕末の豪商。水戸藩の金子御用達（きんすごようたし）などを務めたが、為替投機で失敗し没落した。画家・淡島椿岳の実兄。大実業家・渋沢栄一の後妻 兼子の実父。

## 略歴
武蔵国川越の小ヶ谷村（現埼玉県川越市小ヶ谷）に、豪農内田家の分家である内田善蔵の長男として生まれた。
末弟の米三郎（後の淡島椿岳）と2人で川越を発ち江戸に出て、小石川伝通院前の伊勢屋長兵衛方で奉公する。伊勢屋長兵衛は「伊勢長」（いせちょう）という江戸きっての質商であった。八兵衛はそこで頭角を現わし、伊勢屋の一族であり「京橋十人衆」と謳われた幕府の大御用商人である伊藤家の婿養子となる。これを「天下の大富豪」と仰がれるようにしたのは八兵衛の努力・才覚であった。八兵衛は本所の油堀（現・江東区佐賀）に油会所（油仲間寄合所）を建て、水戸藩の名義で金穀その他の運上を扱うなど急成長をし、その成功は幕末に頂巓に達し、江戸一の大富限者として第一に指を折られた。
1864年(元治元年）、水戸藩の天狗党が旗上げした際、八兵衛は後楽園に呼び出され、小判5万両の賦金を命ぜられると、小判5万両の才覚は難しいが二分金なら3万両を御用立て申しましょうと答えて、即座に3万両を出したと言われる。明治維新の時にも、三井の献金は3万両だったが、八兵衛は5万両を献上した。また、70万両の古金銀を石の蓋匣に入れて地中に埋蔵したと言われる。明治時代の雑誌「太陽」の創刊号に「伊藤八兵衛伝」という記事が出るほどであった。

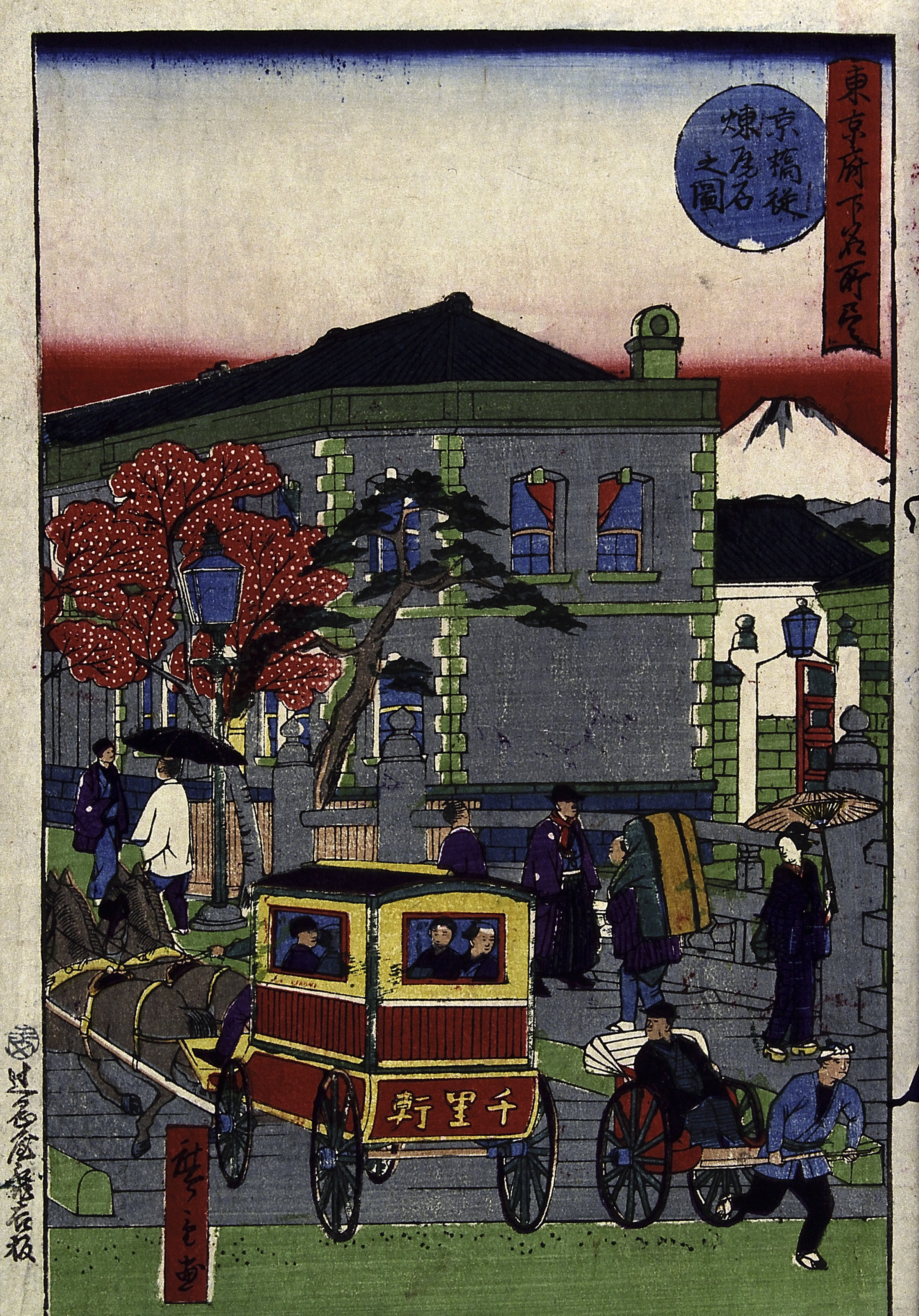
千里軒の乗合馬車。3代広重『東京府下名所尽 京橋従煉瓦石之図』より

1869年（明治2年）版籍奉還により水戸藩知事に就任した徳川昭武は、北海道天塩国５郡の支配を明治政府に命じられた。水戸藩は天狗党の乱や弘道館戦争で財政的に非常に困窮していたが、水戸藩の金子御用達であった八兵衛が、天塩国の開拓のための資金五万六千両をアメリカのヲーレス商会から借り入れた。1871年（明治4年）天塩国は水戸領から明治政府の中央官庁である開拓使の管轄になったことから、借入金の返済に苦慮していた水戸県の（経理部門）の大属、小瀬光清や加治胤治は、民部大蔵両省仕官であった渋沢栄一に対応を願った。渋沢栄一は大蔵省判理局を通じて外商と談判、元金の減額、利子の値下を認めさせ、他藩も含めて藩債の始末を完了した。
1871年頃、横浜居留地のアメリカ商人ウォルシュ・ホール商会とドル為替取引で利益を出す共同事業を始めるため同社に保証金を渡したが、取引失敗により損失を被り、保証金の返還等を求めて民事裁判を起こした。当初は昵懇にしていた商会側の担当者ロバート・W・アーウィンに頼まれ、アーウィンの失敗が社長に発覚しないよう帳簿に記載しないなど損失隠しに手を貸したりもしたが、裁判ではそれを逆手に取られるなどして決裂した。横浜の商人・橋本弁蔵もアーウィンから帳簿の不正記載を頼まれたが断ったと証言したが、領事裁判所は日本人同士の口裏合わせを疑った。当時の契約のほとんどが口頭でなされ、不明確な領域を多く伴っていたにもかかわらず、領事裁判所はたったひとつの契約書類を根拠に伊藤側を全面敗訴としたため、判決を不服とした伊藤はカルフォルニアの高等裁判所へ訴えようとしたが、15万円の負債を抱えて裁判費用を調達できず、悶々のうちに1878年に没した。1874年（明治7年）には、乗合馬車会社「千里軒」を開業し、東京浅草雷門から新橋駅間に日本で初めて二階建て馬車を走らせたが、1880年（明治13年）には廃業した。墓所は林誓寺（赤坂）

## 家族・親族
妻

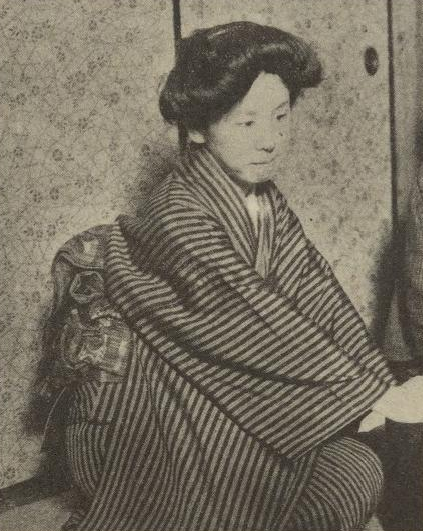
孫の田中孝子

- 今（いま）（？-1899)　今子とも表記される。

妾
- おかよ（妾頭）、おこう、おあい、おとら、おきん

子
- 長男：八平。（嗣子）生没年不明
- 二男：時蔵。（登喜造）（庶子）生没年不明。龍門社幹事、日本製鋼相談役。
- 長女：亀。夭逝。
- 二女：美津。夭逝。
- 三女：久美。外山彌太郎に嫁ぐ。
- 四女：楽（1848-1888） 今澤會藏に嫁ぐ。
- 五女：兼（1852-1934)　兼子とも表記される。18歳の時近江国出身の婿と結婚するが、八兵衛の没落により1880年に離婚。1883年実業家渋沢栄一子爵の後妻となる。
- 六女：おき。下総の豪農で野田の醤油醸造組合の高梨孝右衛門に嫁ぐ。その娘・田中孝子は田中王堂の妻で、社会学者。
- 七女：清（1855-1890)　清子とも表記される。当初大江卓と結婚するが、八兵衛の没落により離婚、東京市会議員で深川の米問屋、貿易商であった佐々木和亮に嫁ぐ。
- 八女：信。信子とも表記される。衆議院議員で実業家の皆川四郎に嫁ぐ。
- 四？女：絢（1872-？）　絢子とも表記される。渋沢英一関連企業の田園都市株式会社、目黒蒲田電鉄などの取締役を務めた竹田政智に嫁ぐ。長女のたけ子(1897-?)は渋沢栄一の七男渋沢秀雄に嫁ぐも、その後離婚。絢が八兵衛の娘ではなく、兼子の娘という説もある。